# Guajakreaktion
Die Guajakreaktion ist ein Testverfahren, das zur Artunterscheidung bei Großpilzen  verwendet wird. Ebenso wird damit Arabischer Gummi auf seine Echtheit geprüft. Die Guajaktinktur kann auch zum Nachweis von Blut im Harn oder Stuhl dienen, sogenannter Haemoccult-Test. Generell werden mit der Reaktion Oxidationsmittel in der Probe nachgewiesen.
Die Guajaktinktur oder -Lösung wird hergestellt, indem man ein paar wenige Kristalle Guajak-Harz in 2–3 ml 60–70%igem Ethanol löst.

## Verwendung zur Pilzbestimmung
Die Lösung wird unterhalb der Lamellen auf den Stiel des Pilzes getropft. Bei einer positiven Reaktion verfärbt sich das Stielfleisch bläulich oder bläulich-grün. Die Reaktion kann schnell oder langsam ablaufen oder schwach, normal oder sehr intensiv sein.
Die Anfärbbarkeit mit Guajak-Lösung ist besonders bei Täublingen ein wichtiges Bestimmungsmerkmal.

## Reaktion
In Anwesenheit von verdünnter Wasserstoffperoxidlösung wird die im Harz enthaltene Guajakonsäure (auch Furoguajacin) zu Guajakblau oxidiert. Guajakblau besteht aus verschiedenen farbigen Verbindungen vom Typus Furoguajacinblau.
Auf der Entstehung von Guajakblau beruht auch die Pagenstecher-Schönbei’sche Cyanid-Probe. Dabei wird das angesäuerte Probematerial auf ein Reagenzpapier, das vorher mit Guajakharztinktur und Kupfersulfatlösung getränkt wurde, in einen Kolben gebracht. Im abgeschlossenen Gefäß bildet sich Blausäure, die sich mit dem Kupfersulfat zu Kupfer(II)-cyanid umwandelt. Dieses wiederum bildet (unter Reduktion zu Kupfer(I)-cyanid) mit der Guajaconsäure des Harzes Guajakblau.